# Berry Is on Top
Albums de Chuck Berry
One Dozen Berrys
(1958) Rockin' at the Hops
(1960)
Berry Is on Top est le troisième album du guitariste, chanteur et auteur-compositeur américain Chuck Berry. Il est sorti en juillet 1959 chez Chess Records.

## Histoire
Onze des douze chansons de l'album sont issues des 45 tours de Chuck Berry publiés par Chess entre 1955 et 1959 : il inclut notamment son tout premier succès, Maybellene, paru en juillet 1955. La seule chanson inédite de l'album est Blues for Hawaiians.

## Titres
Toutes les chansons sont écrites et composées par Chuck Berry.

### Face 1
1. Almost Grown – 2:21
2. Carol – 2:48
3. Maybellene – 2:23
4. Sweet Little Rock & Roller – 2:22
5. Anthony Boy – 1:54
6. Johnny B. Goode – 2:41

### Face 2
1. Little Queenie – 2:43
2. Jo Jo Gunne – 2:47
3. Roll Over Beethoven – 2:24
4. Around and Around – 2:42
5. Hey Pedro – 1:57
6. Blues for Hawaiians – 3:23

## Musiciens
- Chuck Berry : chant, guitare
- Johnnie Johnson, Lafayette Leake : piano
- Bo Diddley : guitare
- Willie Dixon : contrebasse
- George Smith : basse
- Jerome Green : maracas
- Fred Below, Ebbie Hardy, Jaspar Thomas : batterie
- The Moonglows : chœurs